# Der Bockerer (1981)
Der Bockerer ist ein österreichisch-deutscher Spielfilm aus dem Jahr 1981 von Franz Antel, basierend auf dem im Thomas Sessler-Verlag verlegten Bühnenstück Der Bockerer von Ulrich Becher und Peter Preses. Erzählt wird mit Wiener Schmäh das Schicksal des Wiener Fleischhauers Karl Bockerer während der NS-Zeit von 1938 bis 1945. Als prinzipiell unpolitischer Mensch steht er den Ereignissen nach dem Anschluss verständnislos gegenüber. Karl Bockerer weigert sich, den Führerkult der NS-Zeit mitzumachen und seine bisherigen Freunde, etwa den jüdischen Rechtsanwalt Rosenblatt oder den Sozialisten Hermann, zu verleugnen. Er muss miterleben, wie seine Frau von der Nazi-Propaganda fasziniert ist und sein Sohn Hans zum SA-Mann wird. Der Bockerer ist kein Widerstandskämpfer, geht aber in der Tradition der Schelmenromane mit seiner Naivität und Menschlichkeit seinen eigenen Weg, und das Regime tut ihn als relativ harmlosen Spinner ab.

## Handlung
Der Film beginnt mit historischem schwarzweißem Bildmaterial vom Anschluss Österreichs an das Deutsche Reich, die für die erste Szene in Farbe übergehen: Ein deutscher Soldat betritt die Fleischerei Bockerer und verlangt im Berliner Dialekt eine Bockwurst, bekommt aber nach Kommunikationsschwierigkeiten letztendlich von Karl Bockerer eine Portion Leberkäse: „Aba net wei’ra uns befreit hot, sundern wei’ra ma sympathisch is!“
Danach will Bockerer seinen Sohn Hansi zur Frau Hofrat schicken, um dorthin den Leberkäs für die regelmäßigen Kartenspiele im kleinen Kreis zu liefern – mit der Tochter Elisabeth ist sein Sohn seit einiger Zeit enger bekannt. Doch dieser hat keine Zeit. Es stellt sich heraus, dass er schon seit längerem Mitglied der SA ist und sich nun anderen Aufgaben zu widmen hat. Trotz dieser für ihn unerfreulichen Nachricht freut sich der Bockerer auf den allwöchentlichen Tarockabend mit seiner Frau, dem Herrn Hatzinger und dem Juden Dr. Rosenblatt, der ihm eröffnet, dass er aufgrund der Nürnberger Gesetze in die USA auswandern wird.
Ein paar Tage später quält Hansi mit anderen SA-Männern im Beisein des SS-Unterführers Gstettner im Hof eines Gemeindebaus Juden mittels Reibpartie, bis er seinen Vater auf den Platz zukommen sieht. Aus Furcht vor Zurechtweisung durch den Vater befiehlt Hansi den Juden hastig, Zweierreihen zu bilden und woanders weiterzumachen. Bockerer, der die Szene knapp verpasst hat, will einem auf dem Boden liegenden zurückbleibenden Juden helfen, woraufhin ein Polizist dem verstörten Fleischhauer befiehlt, sich zu entfernen.
Eines Morgens erwacht der Bockerer und stellt fest, dass seine Frau nicht zu Hause ist. Irritiert sucht er in der ganzen Wohnung, bis er bemerkt, dass der 20. April und somit sein Geburtstag ist. Den auf dem Tisch vergessenen Blumenstrauß seiner Frau – den sie dem Gauleiter anlässlich der Feierlichkeit zu des Führers Geburtstag überreichen wollte – interpretiert er fälschlicherweise als Geschenk an sich. Voller Tatendrang will er sein Geschäft öffnen. Doch wieder hindert ein Polizist ihn an seinem Vorhaben, da dieses Datum auch der Geburtstag von Adolf Hitler ist und deshalb alle Geschäfte geschlossen zu bleiben haben. In diesem Moment begreift er, dass seine Familie seinen Geburtstag vergessen hat. Lediglich sein alter Freund Alfred Hatzinger hat an seinen Geburtstag gedacht.
Als der Bockerer sich auf dem Wiener Westbahnhof von seinem jüdischen Freund Rosenblatt – welcher die Gelegenheit zur Ausreise nutzt – verabschiedet, trifft er seinen Freund Hermann, mit dem er sich „auf a Glaserl“ zum Heurigen verabredet. Dort kommt es zwischen dem Bockerer und Hermann, der sich als Kommunist bereits im Visier der Gestapo befindet, zu einer Auseinandersetzung mit einigen deutschen Gästen. Zufällig sind einige SA-Männer und SS-Unterführer Gstettner ebenfalls anwesend und Hansi bekommt von Gstettner Pistole und Auftrag, Hermann und den Bockerer festzuhalten. Der Bockerer ist entsetzt, dass ihn sein eigener Sohn mit einem Totschläger attackiert. Dieser soll die beiden bewachen, nach einem inneren Kampf mit seinem Pflichtgefühl lässt er seinen Vater mit seinem Freund Hermann laufen. Gstettner weiß, dass die beiden nicht einfach so entkommen sind, deckt Hansi aber und erpresst ihn.
Bockerer muss schließlich zum Verhör bei der Gestapo erscheinen, wo er lautstark an der Rechtmäßigkeit seiner Behandlung zweifelt. Kurz bevor er abgeführt werden soll, ruft Gstettner (zeitlich unabhängig, aber auf Wunsch von Hansi) an und schlägt vor, die Tatsachen ein wenig zu verdrehen, damit der Bockerer gehen kann.
Unterdessen wird Hermann gefangen genommen und ins KZ Dachau eingeliefert, wo er durch einen „Arbeitsunfall“ am Tag seiner Einlieferung stirbt. Als sich Bockerer später bei dessen Witwe nach Hermann erkundigt, klärt diese ihn auf. Sie übergibt ihm ein Schreiben, unter anderem mit dem Wortlaut, dass Hermann „dank Aussage Bockerer“ gefasst werden konnte. Bockerer ist außer sich und gibt der Witwe Geld für die Anforderung der Urne mit der Asche ihres Mannes. Danach geht er ins Café Tosca und sucht dort nach Hansi, der zuvor die Avancen des homosexuellen SS-Unterführers Gstettner abgewehrt hat. Es kommt zu einem heftigen Streit zwischen Vater und Sohn, währenddessen der Bockerer seinen Sohn aus seinem Haus wirft.
Hansi verlässt in weiterer Folge die SA und kehrt zu seiner Freundin Elisabeth zurück, mit der er daraufhin zusammenzieht. Gstettner ärgert sich über die gescheiterte Erpressung Hansis und intrigiert, sodass Hansi an die Ostfront muss. Elisabeth vermittelt die Versöhnung mit seinem Vater. Während dieser Aussprache eröffnet er seinem Vater, dass er auf seinem ersten Heimaturlaub seine Elisabeth heiraten will. Bald kommt jedoch die Benachrichtigung, dass er in der Schlacht um Stalingrad gefallen ist.
Der Übergang vom Nazi-Regime zur Besetzung Österreichs durch die Alliierten wird wieder mit kommentierten Original-Aufnahmen dargestellt. Herr Hofrat, ehrenamtlich bei der Familien-Zusammenführungs-Behörde tätig, bringt den kleinen Karli, Sohn der bei einem Bombenangriff ums Leben gekommenen Elisabeth und damit Bockerers Enkelkind, zu ihnen in die Fleischhauerei. Auch Herr Rosenblatt kehrt als Angehöriger der United States Forces in Austria nach Wien zurück, womit Bockerer endlich wieder eine Tarockpartie mit dem Satz „Ihr Blatt, Herr Rosenblatt!“ eröffnen kann.

## Besetzung
In der Reihenfolge, wie im Vorspann des Films genannt:
- Karl Merkatz: Karl Bockerer
- Alfred Böhm: Alfred Hatzinger
- Hans Holt: Herr Hofrat[3]
- Marthe Harell:[1] Baronin
- Ida Krottendorf: Sabine (Binerl) Bockerer
- Rolf Kutschera: Historiker
- Erni Mangold: Besitzerin des Café Tosca
- Heinz Marecek: Dr. Rosenblatt
- Marianne Nentwich: Anna Hermann
- Teddy Podgorski:[1] Pfalzner
- Sieghardt Rupp: Herr Hermann
- Regine Sattler:[1] Elisabeth
- Franz Stoß: General
- Georg Schuchter: Hansi Bockerer
- Walter Schmidinger: Franz Schebesta[4]
- Dolores Schmiedinger:[1] Mitzi Haberl
- Michael Schottenberg: Gstettner
- Michael Toost: Inspektor
- Senta Wengraf: Erna Hofrat[3]
- Klaus-Jürgen Wussow:[1] SS-Offizier[3] Dr. von Lamm[5]
- Jürgen Wilke: Parteigenosse
- Gustav Knuth: Vater Knabe[3]
- Kurt Nachmann: Herr Blau
- Gabi Buch:[1] Frau Blau
- Erich Padalewski: Mann mit totem Kater
- Martin Obernigg[1]
- Adolf Lukan: Guritsch
- Hilde Sochor: Sabine

Nicht im Vorspann:
- Herbert Fux[2]

## Produktion
Franz Antel wurde zu seinem Film durch eine Aufführung des Stücks Der Bockerer im Volkstheater angeregt. Innerhalb von sechs Wochen hatte er die Finanzierung gesichert und sein Ensemble zusammengestellt. An der Produktion waren neben Franz Antel selbst die Neue Delta-Film Ges.m.b.H. in Wien (siehe dieser Filmfirma in Carl Szokoll#Nach dem Krieg), die TIT Filmproduktion GmbH in München und als Auftraggeber in die Bockerer-Film Ges.m.b.H. beteiligt. Im Nachspann wird als Mitwirkung die Wien-Film angeführt. Anders als vielfach angeführt, wird im Vorspann nur Kurt Nachmann angeführt, H. C. Artmann jedoch nicht.
Dem Nachspann des Films ist zu entnehmen: „Der Film entstand in Zusammenarbeit mit Prof.Steiner- / Dokumentationszentrum des Österr. Widerstandes / Historische Beratung: Carl Szokoll“. Für die Produktionsleitung zeichnete Kurt Kodal zuständig. Unterstützt und gefördert wurde der Film vom Bundesministerium für Unterricht und Kunst sowie vom Wiener Filmförderungsfonds, die Finanzierung erfolgte von einer Profinanz in Salzburg.

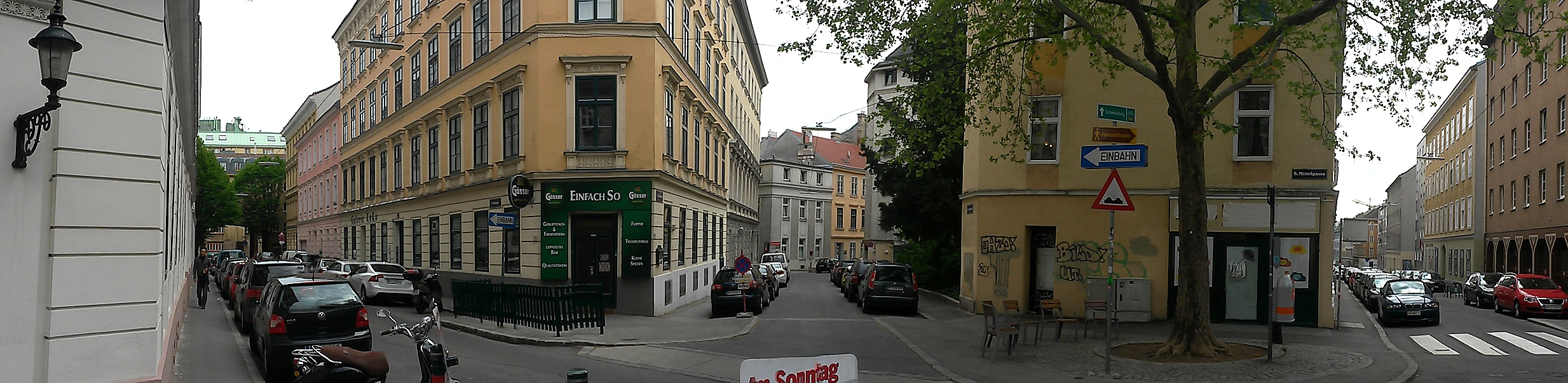
Blick vom Oskar Werner-Platz in die Garbergasse. Mitte rechts das als Drehort dienende Gebäude der Fleischhauerei

Es wurde am im Film erwähnten Handlungsort Garbergasse in Wien-Mariahilf gedreht. In einem Eckhaus richtete die Filmarchitektin Herta Pischinger einen Fleischerladen samt zugehöriger Wohnung ein. Ein in der Nähe liegendes Abbruchhaus diente ebenfalls als Filmkulisse. Nach fünf Wochen Drehzeit konnte die Abbruchfirma mit ihrer Arbeit beginnen, so dass, wie im Drehbuch vorgesehen, schließlich eine scheinbar von Bombenschäden geprägte Ruine zur Verfügung stand. An der Seitenwand des Nachbarhauses der Fleischerei Karl Bockerer, in dem Schebestas Glaserei untergebracht ist, ist eine Straßentafel mit der Aufschrift Garbergasse im Wiener Bezirk Mariahilf angebracht, daneben eine Tafel mit der Hausnummer Garbergasse 9.
Die Szene, in der Juden das Pflaster von Symbolen des Ständestaates säubern müssen, wurde in der Obkirchergasse im 19. Wiener Gemeindebezirk gedreht. Die Szene, in der Häftlinge auf Lastwagen zum Polizeigebäude transportiert werden, entstand beim Polizeigebäude Rossauer Lände.
Seine Premiere hatte der Film am 19. März 1981 im Wiener Apollo Kino.

## Rezeption
Seit Jahren hatte Antel sporadisch mit durchaus ambitionierten Inszenierungen versucht, sein Image als Regisseur belangloser Komödien zu korrigieren, doch erst mit Der Bockerer erhielt er die erhoffte Anerkennung. Bundespräsident Rudolf Kirchschläger gratulierte ihm zu diesem Film, und das Unterrichtsministerium präsentierte ihn in einem Separat-Kino bei den Filmfestspielen von Cannes. Dort erhielt Antel eine Einladung zum Moskauer Filmfestival. In Moskau wurden Antel und Hauptdarsteller Merkatz stürmisch gefeiert. Im November gab es dann eine eigene Premiere für den Deutschen Bundestag in Bonn. 1981 wurde Der Bockerer als österreichischer Beitrag zur Oscar-Nominierung geschickt, unterlag aber 1982 im Wettbewerb um den besten ausländischen Film gegen Mephisto.
Der Publikumszuspruch hielt sich in Grenzen, besonders das Kinopublikum der Bundesrepublik Deutschland zeigte wenig Interesse. Antel vermutete, ihm sei übel genommen worden, „daß wir die Deutschen so dargestellt haben, wie ja heute niemand mehr gewesen sein will“, zumal der Film ganz ohne deutsche Beteiligung zustande kam. In der DDR dagegen wurde der Bockerer ein unerwarteter Erfolg.

## Kritiken
Trotz der internationalen Anerkennung für seinen Film musste Antel feststellen, dass die heimische Presse an ihrem üblichen abschätzigen Urteil gegen Antel-Filme festhielt. In der Zeitschrift Profil erschien ein Artikel, in der Antel als „Heimatlands Altmeister des seichten Filmschmähs“ bezeichnet wurde, der seinen Film dem Publikum ruhig hätte ersparen können. Der Kinoversion fehle „jene Brisanz, die bislang alle Bühnenaufführungen des Stücks so beklemmend machte“. Konstant würde Ergriffenheit mit Rührseligkeit verwechselt.
Das Lexikon des internationalen Films meint, der Film sei den „überholten Mustern des Volksstücks verhaftet“, sodass er „ein letztlich zahmes Spektakel“ biete.

## Auszeichnungen
- 1981 wurde Karl Merkatz beim Internationalen Filmfestival Moskau als Bester Schauspieler ausgezeichnet, eine Goldener Preis-Nominierung gab es für Franz Antel.
- 1982 bekam Karl Merkatz einen Deutschen Filmpreis als Bester Darsteller.

## Filmreihe
Dem Film folgten ab 1996 drei weitere Filme nach. Die daraus entstandene Filmreihe besteht sohin aus vier Teilen:
- 1. Teil: Der Bockerer (1981)
- 2. Teil: Der Bockerer II – Österreich ist frei (1996; Thema: Besetztes Österreich in der Nachkriegszeit)
- 3. Teil: Der Bockerer III – Die Brücke von Andau (2000; Thema: Die Niederschlagung des Ungarischen Volksaufstandes im Oktober 1956 durch die Invasion der Sowjetarmee)
- 4. Teil: Der Bockerer IV – Prager Frühling (2003; Thema: Die gewaltsame Niederschlagung des Prager Frühlings durch die im August 1968 in Prag einmarschierenden Truppen des Warschauer Paktes)